# Dillenia ovata
Dillenia ovata är en tvåhjärtbladig växtart som beskrevs av Nathaniel Wallich, Joseph Dalton Hooker och Thoms. Dillenia ovata ingår i släktet Dillenia och familjen Dilleniaceae. Inga underarter finns listade i Catalogue of Life.